# Марта Луїза Норвезька
Марта Луїза Норвезька (норв. Märtha Louise av Norge; нар. 22 вересня 1971) — норвезька принцеса з династії Глюксбургів, донька короля Норвегії Гаральда V та Соні Гаральдсен, четверта у лінії успадкування трону Норвегії та перебуває в першій сотні у списку наслідування британського трону. Голова благодійного Фонду допомоги дітям з інвалідністю. Авторка дитячих та езотеричних книжок. Знана своїм твердженням, що бачить янголів.
З 2017 року — єдиний розлучений член Королівського дому Норвегії.

## Біографія
Народилася 22 вересня 1971 року в Університетській лікарні Осло. Стала первістком в родині кронпринца Норвегії Гаральда та його дружини Соні, з'явившись на світ через три роки після їхнього весілля. Свої імена отримала на честь бабусі Марти та прапрабабусі Луїзи Шведської. Її хрещеними батьками стали дідусь Олаф V, який в той час був королем Норвегії, тітка Раґнхільд, Маргарита Шведська, Флеммінг Данський, бабуся Даґні Гаральдсен, дядько Гокон Гаральдсен, Нільс Йорген Аструп та Ілмі Ріддерволд.

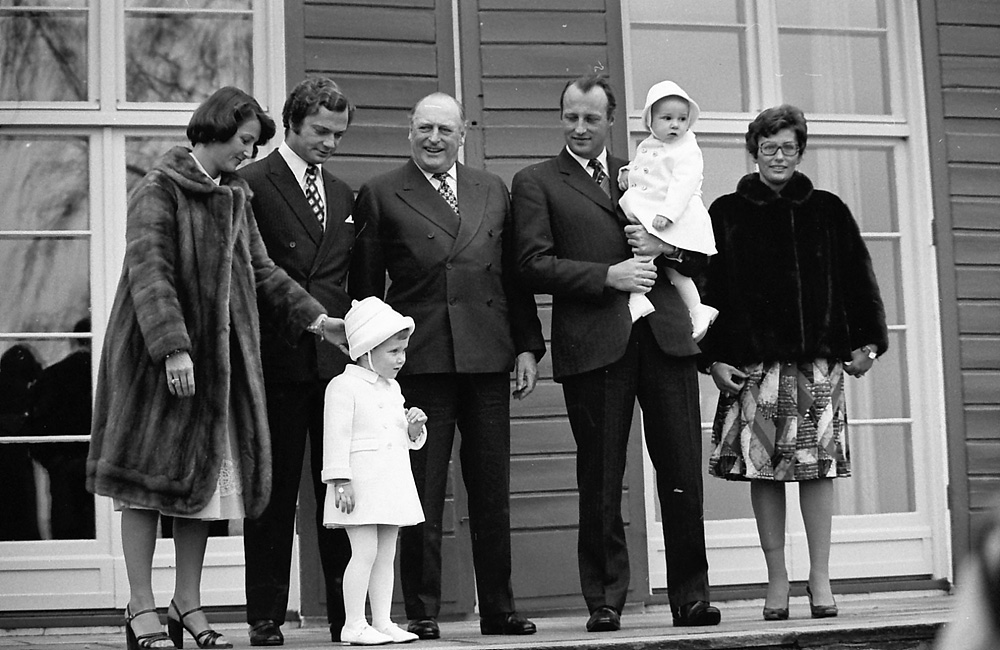
Марта Луїза у колі родини, 10 жовтня 1974

За два роки у принцеси з'явився молодший брат Гокон, який став спадкоємцем престолу. Марта Луїза на момент народження не мала прав на норвезький трон, оскільки в країні діяв Салічний закон. Після його скасування у 1990 році з поправкою, що чоловіки йтимуть перед жінками для тих, хто народився до 1990 року, вона стала другою після свого брата.
Разом із ним виросла в сільській місцевості на віллі Скаугум на північному заході від Осло. Відвідувала муніципальний дитячий садок, у 1978 році пішла до звичайної школи Smestad skole в районі Сместад в Осло. Згодом навчалася у християнській гімназії Kristelig Gymnasium з поглибленим вивченням мов, яку закінчила у 1990 році. Співала в хорі, грала на флейті, займалася народними танцями та полюбляла їздити верхи. Після отримання середньої освіти вивчала літературу в Оксфордському університеті та удосконалювала майстерність їзди верхи. Восени 1992 року почала відвідувати приватну школу Bjørknes в Осло, де раніше навчалася її матір. Після цього опановувала фізіотерапію в Університетському коледжі Південно-Східної Норвегії, пройшла практику у Маастрихті та отримала у грудні 1997 року диплом фізіотерапевта. У 2000 році пройшла курс засвоєння методу Розен.
За фахом принцеса не працювала, віддаючи перевагу популяризації традиційних норвезьких казок та пісень на телебаченні.
13 грудня 2001 року заручилася із письменником Арі Беном, молодшим від неї на один рік. У віці 30 років взяла з ним шлюб. Вінчання відбулося 24 травня 2002 в Нідароському соборі Тронгейму. Церемонію провів єпископ Фінн Ваґл. Пізніше подружжя видало книгу «Fra hjerte til hjerte» про своє весілля. У них народилося троє доньок.
1 січня 2002 року принцеса почала власний бізнес та сплату податку на прибуток. Порадившись із нею, король видалив з титулу доньки звертання Королівська Високість. Натомість вона має право на звертання Високість за кордоном і зберігає місце в лінії престолонаслідування. Хоча її представницькі обов'язки були зменшені, Марта Луїза продовжує здійснювати деякі публічні виходи від імені короля.
У жовтні 2004 року разом із родиною переїхала до Нью-Йорку, де видала книгу «Чому королі та королеви не носять корони», але вже наступного року повернулася до Норвегії. З 2005 року її день народження не є офіційним днем прапору Норвегії.
У серпні 2007 року разом із Елізабет Норденг відкрила центр «Освіти Астарти», де пропонувалося трирічне навчання альтернативним методам лікування, таким як читання, зцілення і дотик. В онлайн-презентації центру та ініціаторів принцеса стверджувала, що може бачити янголів та з дитинства володіла надприродними здібностями. Тривалий час після цього принцеса критикувалася громадськістю.
У вересні 2010 року Марта Луїза привернула велику увагу норвезьких ЗМІ своїм інтерв'ю газеті «Stavanger Aftenblad», в якому зазначила, що може спілкуватися з мертвими. Це викликало реакцію і її критикували через те, що це суперечить вченню норвезької церкви.

У 2012—2014 роках родина жила в Лондоні.

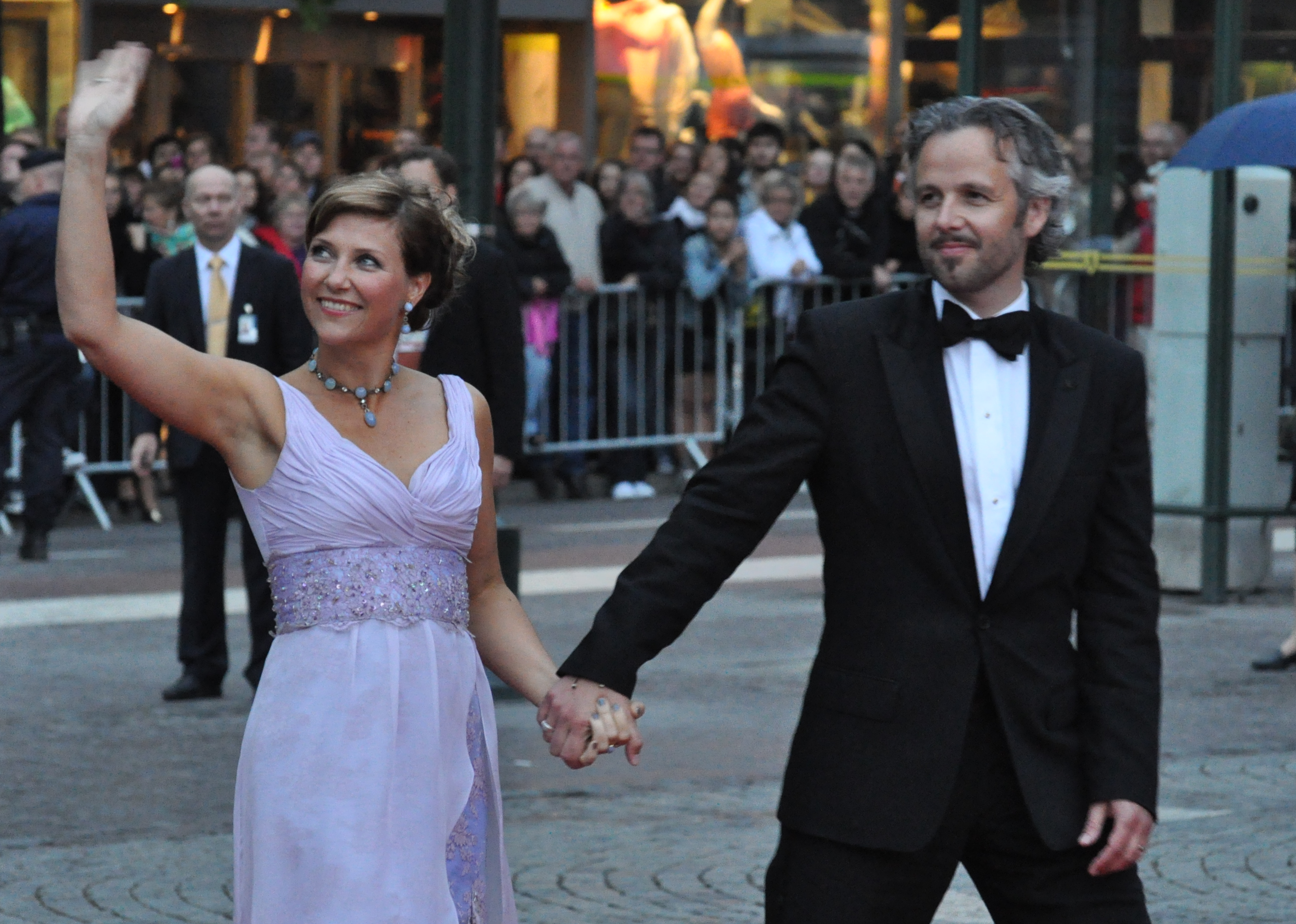
Із чоловіком на весіллі шведської кронпринцеси Вікторії, 18 червня 2010

У 2016 році подружжя Бенів роз'їхалося, а у 2017 році — розлучилися. Принцеса з доньками мешкають у сільській громаді Ломмедален в комунні Берум. Марта Луїза бере активну участь в діяльності свого Фонду допомоги дітям-інвалідам та молоді, а також є патроном восьми організацій.
У 2019 році на Різдво Арі Бен покінчив життя самогубством.
8 листопада 2022 року Марта Луїза оголосила, що більше не буде виконувати королівські обов'язки в норвезькому королівському домі, але збереже титул принцеси Норвегії.
У 2024 році вдруге вийшла заміж за шамана, з яким познайомилася у 2018 році.

## Родина
Чоловік — Арі Бен, письменник (одружились 2002 року, розлучились 2017 року)
Діти:
- Мод Анхеліка (нар. 2003);
- Леа Ісадора (нар. 2005);
- Емма Талула (нар. 2008).

Другий чоловік - Дурек, займається езотеричними практиками.

## Нагороди

### Національні
- Великий хрест ордену Святого Олафа (Норвегія);
- Королівський родинний орден короля Олафа V (Норвегія);
- Королівський родинний орден короля Гарольда V (Норвегія);
- Пам'ятна медаль 100-річчя короля Хокона VII (Норвегія) (3 серпня 1972);
- Пам'ятна медаль Срібного ювілею короля Олафа V (Норвегія) (21 вересня 1982);
- Пам'ятна медаль «В пам'ять короля Олафа V» (Норвегія) (30 січня 1991);
- Пам'ятна медаль 100-річчя короля Олафа V (Норвегія) (2 червня 2003);
- Пам'ятна медаль Сторіччя Королівського Дому (Норвегія) (18 листопада 2005);
- Пам'ятна медаль Срібного ювілею короля Харальда V (Норвегія) (17 січня 2016).[13]

### Іноземні
- Великий хрест ордену Слона (Данія);
- Великий хрест ордену Білої троянди (Фінляндія);
- Великий хрест ордену Ісландського сокола (Ісландія);
- Велика лента ордену Зірки Йорданії (Йорданія);
- Великий хрест ордену Полярної зірки (Швеція);
- Великий хрест ордену Громадянських заслуг  (Іспанія);
- Великий хрест ордену Інфанта дона Енріке (Португалія);
- Великий хрест ордену Адольфа Нассау (Люксембург);
- Великий хрест ордену Оранського дому (Нідерланди);
- Почесний лицар великого хреста ордену Корони (Нідерланди);
- Пам'ятна медаль на честь 50-річчя короля Карла XVI Густава (Швеція) (30 квітня 1996);
- Пам'ятна медаль на честь 70-річчя короля Карла XVI Густава (Швеція) (30 квітня 2016).

## Титули
- 22 вересня 1971—1 лютого 2002 — Її Королівська Високість Принцеса Марта Луїза Норвезька;
- 1 лютого 2002 — дотепер — Її Високість Принцеса Марта Луїза Норвезька.